# Oued El Ma
Oued El Ma (în arabă وادى الماء) este o comună din provincia Batna, Algeria.
Populația comunei este de 20.288 de locuitori (2008).